# Tallo Gadji
Tallo Gadji-Celi Carmel Jr. (Magbehigouepa, 21 december 1992), ook wel (Junior) Tallo genoemd, is een Ivoriaans voetballer die bij voorkeur als aanvaller speelt.

## Clubcarrière
Tallo speelde in Kameroen voor Stella Club d'Adjamé en Centre de Formation Cyril Domoraud. Daarna trok hij naar Italië waar hij in de jeugd van Chievo, Internazionale en AS Roma speelde. Op 25 april 2012 debuteerde hij in het shirt van AS Roma in de Serie A tegen ACF Fiorentina. In januari 2013 werd hij voor zes maanden uitgeleend aan AS Bari. Tijdens het seizoen 2013/14 wordt hij uitgeleend aan het Franse AC Ajaccio, dat een koopoptie heeft bedongen. In 2014 werd hij verhuurd aan SC Bastia. In de zomer van 2015 werd Tallo verkocht aan Lille OSC, dat 1 miljoen voor de aanvaller betaalde. De club ging eerst voor ADO Den Haag-aanvaller Wilfried Kanon maar die transfer ketste af nadat hij niet door de medische keuring kwam. In zijn eerste seizoen kwam hij tot 27 officiële duels en scoorde hij 2 doelpunten. Door blessureleed miste hij het merendeel van het tweede seizoen, waarna hij in september 2017 vertrok naar Portugal om te gaan spelen bij Vitória SC.

## Internationaal
In 2014 debuteerde hij in de Ivoriaans voetbalelftal. Hij maakte deel uit van de selectie die het Afrikaans kampioenschap voetbal 2015 won. In de finale miste hij net als Wilfried Bony zijn strafschop in de penaltyreeks.

## Erelijst
| Afrika Cup | 1x | 2015 |